# 1028
سنة 586 كانت سنة كبيسة تبدأ يوم الإثنين (الرابط يظهر نموذج التقويم الكامل للسنة) من التقويم اليولياني.

## أحداث
- تأسيس مدينة يانغون وتقع حاليا في ميانمار.

## مواليد
- أبو المعالي الجويني
- ابن واصل

## وفيات
- ألفونسو الخامس ملك ليون
- حماد بن بلكين حاكم الدولة الحمادية
- خيران الصقلبي
- فوجي-وارا نو ميتشيناغا سياسي ياباني
- قسطنطين الثامن